# Робърт Ранкин
Робърт Ранкин (на английски: Robert Rankin) е британски писател на бестселъри в жанра хумористично фентъзи и научна фантастика.

## Биография и творчество
Робърт Флеминг Ранкин е роден на 27 юли 1949 г. в района Парсънс Грийн в Лондон, Англия. Израства в района „Брентфорд“ на Лондон. Насочва се към сферата на изкуството благодарение на баща си, който е занимателен разказвач на измислени истории.
Завършва „Earling Art College“ в Лондон с бакалавърска степен по графика. Работи за списание „Плейбой“ и по илюстриране на книга за групата „Бийтълс“ и други корици на книги.
Започва да пише в края на 70-те години. Първоначално за собствено удоволствие, а след това се насочва към писателска кариера.
Първото му фентъзи „Антипапата“ от поредицата „Брентфорд“ е публикуван през 1981 г. Първоначално поредицата излиза като трилогия, но поради популярността си е продължена на няколко пъти.
Следват също така популярната поредица „Армагедон“ (1990 – 1992) и поредицата „Корнелиус Мърфи“ (1993 – 1995).
Книгите му са смесица от научна фантастика, фентъзи, окултни митове, градски легенди, измислени скандални герои, и много хумор. За него няма табута относно персонажите и обществените клишета. Черпи вдъхновение за своите книги от фантазиите и историите на хората, които среща в заведенията. Неговият хумористичен стил напомня на Тери Пратчет, но той се стреми да установи свое собствено място в жанра.
Като професионален илюстратор Ранкин изготвя и обложките на своите книги и илюстрациите в тях. За част от творчеството си той прави аудиокниги четени от известни артисти и от него самия, за което също получава награди.
Както в произведенията си, така и по отношение на собствената си биография, Ранкин пише различни легенди за живота си в шеговития си стил.
През 2012 г., заедно със съпругата и сина си, основава компанията „Far Fetched Books“ за публикуване на електронни версии на произведенията си.
Робърт Ранкин живее с жена си и семейството си в Брайтън, Съсекс.

## Произведения

### Самостоятелни романи
- The Garden of Unearthly Delights (1995)
- A Dog Called Demolition (1996)
- Nostradamus Ate My Hamster (1996)
Нострадамус ми изяде хамстера, изд. „Лира Принт“ (1999), прев. Светлана Колмогорова – Комо
- Sprout Mask Replica (1997)
- The Dance of the Voodoo Handbag (1998)
- Apocalypso (1998)
- Snuff Fiction (1999)
- Waiting for Godalming (2000)
- Web Site Story (2001)
- The Fandom of the Operator (2001)
- The Hollow Chocolate Bunnies of the Apocalypse (2002) – награда „SFX“ за най-добър роман
- The Witches of Chiswick (2003)
- The Toyminator (2006)
- The Da-da-de-da-da Code (2007)
- Necrophenia (2008)
- Retromancer (2009)

### Серия „Брентфорд“ (Brentford)
1. The Antipope (1981)
Антипапата, изд. „ИнфоДАР“ (2002), прев. Тинко Трифонов
2. The Brentford Triangle (1983)
Брентфордският триъгълник, изд. „ИнфоДАР“ (2003), прев. Тинко Трифонов
3. East of Ealing (1984)
4. The Sprouts of Wrath (1988)
5. The Brentford Chainstore Massacre (1997)
6. Sex and Drugs and Sausage Rolls (1999)
7. Knees Up Mother Earth (2004)
8. The Brightonomicon (2005)

### Серия „Армагедон“ (Armageddon)
1. Armageddon, the Musical (1990)
2. They Came and Ate Us: The B-Movie (1991)
3. The Suburban Book of the Dead: The Remake (1992)

### Серия „Корнелиус Мърфи“ (Cornelius Murphy)
1. The Book of Ultimate Truths (1993)
2. Raiders of the Lost Car Park (1994)
3. The Greatest Show Off Earth (1994)
Най-страхотното шоу в космоса, изд.: ИК „Бард“, София (1996), прев. Павел Талев, Мария Акрабова
4. The Most Amazing Man Who ever Lived (1995)
Най-прекрасният човек на света, изд. „Весела Люцканова“ изд. „Квазар“ (2002), прев. Джулиана Дукова

### Серия „Японското момиче „Дяволска риба“ (Japanese Devil Fish Girl)
1. The Japanese Devil Fish Girl: And Other Unnatural Attractions (2010)
2. The Mechanical Messiah: And Other Marvels of the Modern Age (2011)
3. The Educated Ape: And Other Wonders of the Worlds (2012)
4. The Chickens of Atlantis: And Other Foul and Filthy Fiends (2013)

### Сборници
- The Mammoth Book of Comic Fantasy (1998) – с Естер Фризнър, Нийл Геймън, Крейг Шоу Гарднър, Том Холт, Тери Джоунс, Тери Пратчет и др.
Алергия към магия, изд.: „Прозорец“, София (2005), прев. Силвия Вълкова, Светлана Комогорова
- The Gollancz Collection (2011) – сборник комикси от различни автори

### Разкази
- The Boscombe Walters Story (1996)